# علاقات الصين مع دول العالم الثالث
تشير العلاقات بين الصين والعالم الثالث إلى العلاقات بين الصينيتين على جانبي مضيق تايوان (الصين وتايوان) وبقية دول العالم الثالث، وتاريخ هذه العلاقات من المنظور الصيني.
كانت العلاقات الصينية مع القوى العظمى -الاتحاد السوفيتي والولايات المتحدة- أهم علاقات الصين خلال الحرب الباردة، ليأتي بعدها العلاقات الصينية مع بقية دول العالم الثالث. اعتبر القادة الصينيون الدول النامية في آسيا وأفريقيا وأمريكا اللاتينية قوةً رئيسيةً فيما يتعلق بالشؤون الدولية، وقد اعتبروا الصين جزءًا لا يتجزأ من هذه القوى الكبرى في العالم الثالث. تقلبت السياسة الصينية تجاه دول العالم النامي بمرور الوقت، كما كان الحال مع علاقات الصين الخارجية بشكل عام. تأثرت هذه العلاقات بتردد الصين تجاه المواقف التي انخرطت بها، وبانعزالها عن الشؤون العالمية، وبتشدد أو سلمية آراء بكين. تأثرت أيضًا علاقات الصين مع دول العالم الثالث بموقف الصين الغامض كدولة نامية تتمتع بسمات معينة أكثر ملاءمةً لقوة عظمى. نظر العالم الثالث إلى الصين بشكل مختلف، إذ اعتبرها دولةً صديقةً وحليفةً، ومنافسةً للأسواق والائتمانات، ومصدرًا للمساعدة الاقتصادية، وقوةً إقليميةً عازمةً على الهيمنة على آسيا، و «دولةً مرشحةً لتكون قوةً عظمى» تتمتع بامتيازات كمقعد دائم في مجلس الأمن التابع للأمم المتحدة على سبيل المثال.

## نبذة تاريخية
تطورت العلاقات الصينية مع دول العالم الثالث من خلال عدة مراحل: مؤتمر باندونج في منتصف خمسينيات القرن العشرين (الذي سُمي بمؤتمر عام 1955 للدول الآسيوية والأفريقية، وعقد في باندونغ، إندونيسيا)، ودعم التحرر والثورة العالمية في ستينيات القرن العشرين، والإعلان عن نظرية العوالم الثلاثة ودعم «نظام اقتصادي دولي جديد» في سبعينيات القرن العشرين، وتجديد التأكيد على المبادئ الخمسة للتعايش السلمي في ثمانينيات القرن العشرين. تقدم الحكومة الصينية دعمًا سياسيًا ثابتًا لمجموعة الـ 77، كما قدمت مساهمات مالية للمجموعة منذ عام 1994، ونتيجةً لذلك، تُسلم البيانات الرسمية لمجموعة الـ 77 تحت اسم مجموعة الـ 77 والصين. يُعتبر مؤتمر بكين الوزاري في أكتوبر لعام 2000 للحوار الصيني الأفريقي أساس مشاركة الصين في القرن الحادي والعشرين مع أفريقيا باعتبارها أكبر كتلة في العالم الثالث، إذ وضع المؤتمر حجر الأساس لتطلعات الصين نحو نظام عالمي جديد، مع بروز دول العالم الثالث أكثر فأكثر. 

## سنوات الصين الأولى
عكست التصريحات الصينية خلال السنوات الأولى بعد تأسيس الصين وجهة النظر السوفيتية التي مفادها أن العالم مقسم إلى معسكرين، قوى الاشتراكية وقوى الإمبريالية، مع عدم وجود «طريق ثالث» ممكن. بدأت الصين بحلول عام 1953 في إعادة تأكيد إيمانها بإمكانية لعب الدول النامية المستقلة حديثًا دورًا هامًا في الوساطة في الشؤون العالمية. وافق تشوان لاي ورئيس الوزراء الهندي جواهر لال نهرو على المبادئ الخمسة للتعايش السلمي كأساس جوهري لإجراء العلاقات الخارجية في عام 1954. ساعد نجاح الصين في تعزيز هذه المبادئ في مؤتمر باندونغ في عام 1955 على خروجها من العزلة الدبلوماسية، لكن أصبح موقف سياسة الصين الخارجية أكثر تشددًا بحلول نهاية خمسينيات القرن العشرين. أزعجت التصريحات الصينية التي تعزز شأن الثورة الصينية كثورة نموذجية على سبيل المثال وأفعال بكين في مضيق تايوان (1958) ونزاعات الصين الحدودية مع الهند (1962) وفيتنام (1979) العديد من دول العالم الثالث.

## في ستينيات القرن العشرين
طورت الصين خلال ستينيات القرن العشرين علاقاتها مع دول العالم الثالث والجماعات المتمردة فيها في محاولة منها للتشجيع على «حروب التحرير الوطني» والثورة وتشكيل جبهة دولية موحدة ضد القوتين العظمتين في العالم. عرضت الصين مساعدةً اقتصاديةً وتقنيةً على الدول وحركات التحرر الأخرى، والتي كانت مهمةً بالنظر إلى احتياجات الصين الخاصة، على الرغم من صغرها مقارنةً بمساعدات الاتحاد السوفيتي والولايات المتحدة. قدرت دول العالم الثالث المساعدة الصينية مع تزايد شكوك هذه الدول المتعلقة بتشدد الصين. غذت بعض الأحداث الصينية هذه الشكوك؛ على سبيل المثال، تصريح تشوان لاي في أوائل ستينيات القرن العشرين بأن احتمالية نشوب ثورة في أفريقيا كانت «ممتازة»، ونشر مقال لين بياو «عاش الانتصار في حرب الشعب!» في عام 1965. استمر الخلاف بين الصين والعديد من دول العالم الثالث في النمو. أدت النزاعات الثنائية في بعض الحالات إلى قطع العلاقات الدبلوماسية مع بعض الدول، كما هو الحال مع اتهام إندونيسيا الصين بالتواطؤ في محاولة الانقلاب في عام 1965 في جاكرتا، وادعاء العديد من الدول الأفريقية وجود فتنة صينية متعمد خلال الثورة الثقافية. لم يكن العالم الثالث محصنًا من الفوضى التي أثرت في هذه الفترة على العلاقات الخارجية الصينية، على الرغم من أنه لم يكن محورًا أساسيًا للثورة الثقافية.

## في سبعينيات القرن العشرين
بدأت الصين في إعادة تعريف سياستها الخارجية في سبعينيات القرن العشرين، بعد عزلتها وتشددها في أواخر الستينيات. أعادت الصين إنشاء بعثاتها الدبلوماسية التي استُدعيت خلال الثورة الثقافية وبدأت عملية التقارب مع الولايات المتحدة. كان دعم دول العالم الثالث في عام 1971 أمرًا حاسمًا في انضمام الصين إلى الأمم المتحدة (UN)، مستوليةً على مقعد تايوان. فضلت الصين تعيين أمين عام للأمم المتحدة من العالم الثالث. كان بيان السياسة الخارجية الرئيسي للصين خلال هذا الوقت هو نظرية ماو حول العوالم الثلاثة، والتي قدمها دينج شياو بينج علنًا في الأمم المتحدة في عام 1974. وفقًا لهذه النظرية، تألف العالم الأول من القوتين العظميين -الاتحاد السوفيتي والولايات المتحدة- أي كل من «المعتديين الإمبرياليين» الذين كان تنافسهم أكبر سبب للحرب العالمية الوشيكة. كان العالم الثالث القوة الرئيسية في الشؤون الدولية. وقد تجسدت معارضته المتزايدة لهيمنة القوى العظمى من خلال أحداث عالمية مثل سيطرة الوطن العربي على سعر النفط، وطرد مصر لأفراد المساعدة السوفيتية في عام 1972، وانسحاب الولايات المتحدة من فيتنام. يمكن للعالم الثاني -الذي يضم دول أوروبا المتقدمة واليابان- إما قمع العالم الثالث أو الانضمام إلى معارضة القوى العظمى. أدركت الصين بحلول النصف الثاني من سبعينيات القرن العشرين التهديد المتزايد للاتحاد السوفيتي، وعُدلت النظرية للتأكيد على أن الاتحاد السوفيتي كان الأكثر خطورة بين القوتين العُظمتين.
كانت الدعوة إلى تغيير جذري في هيكل القوة العالمية وخاصة الدعوة إلى «نظام اقتصادي دولي جديد» المكون الأساسي الآخر لسياسة الصين في العالم الثالث في أوائل سبعينيات القرن العشرين. تزامنت مبادئ السيادة الصينية ومعارضة الهيمنة والاعتماد على الذات مع أهداف حركة النظام الاقتصادي الدولي الجديد حتى أواخر سبعينيات القرن العشرين. تضاءلت التصريحات الصينية الداعمة للنظام الجديد مع بدء الصين في تنفيذ سياسة الانفتاح، والسماح بالاستثمار الأجنبي المباشر، والسعي للحصول على المساعدة التقنية والقروض الأجنبية. يبدو أن رأي الصين الناقد للمؤسسات المالية الدولية قد تغير فجأةً مع استعداد بكين للانضمام إلى صندوق النقد الدولي والبنك الدولي في عام 1980. شدد الدعم الصيني للتغييرات في النظام الاقتصادي على دور الاعتماد الجماعي على الذات بين دول العالم الثالث، أو «تعاون جنوب- جنوب» في ثمانينيات القرن العشرين.

## في ثمانينيات القرن العشرين
أعادت الصين التأكيد على وثائق تفويضها للعالم الثالث في ثمانينيات القرن العشرين، وركزت مجددًا على علاقاتها مع دول العالم الثالث كجزء من سياستها الخارجية المستقلة. شددت الصين على فكرة تطوير علاقات ودية مع الدول الأخرى مستقبلًا بغض النظر عن أنظمتها الاجتماعية أو أيديولوجياتها، مع إدارة علاقاتها على أساس المبادئ الخمسة للتعايش السلمي. تبادلت بكين الوفود مع دول العالم الثالث بانتظام، وأنشأت استعمالًا دبلوماسيًا للروابط الثقافية المشتركة، كتعزيز الروابط الودية بين المسلمين الصينيين والدول الإسلامية على سبيل المثال. نفت الصين رسميًا سعيها للحصول على أي دور قيادي في العالم الثالث، على الرغم من جدل بعض المراقبين الأجانب حول ذلك. استمرت بكين في بناء علاقاتها الاقتصادية الخارجية مع العالم الثالث على أسس المساواة والمنفعة المتبادلة والتي عُبر عنها من خلال التحول نحو التجارة والشُركة المحاصة والابتعاد عن المنح والقروض الخالية من الفوائد.
تراوحت علاقات الصين مع دول العالم الثالث بين الودية والعدائية بحلول النصف الثاني من ثمانينيات القرن العشرين. تحول التعاون الثنائي من تحالف رسمي مع كوريا الشمالية إلى شبه تحالف مع باكستان، مع وجود علاقات معادية لفيتنام تميزت بنزاع حدودي متقطع. تغيرت العديد من العلاقات بشكل كبير مع مرور الوقت، فقد امتلكت الصين علاقات وثيقة مع فيتنام في السابق على سبيل المثال؛ وكانت علاقاتها مع الهند ودية خلال خمسينيات القرن العشرين، لكنها توترت بعد ذلك بسبب التوترات الحدودية، وأملت باكستان في أن تكون الصين بمثابة ثقل موازن للتأثير الهندي. أثر إرث من الشكوك فيما يخص نوايا الصين الحقيقية على العلاقات الصينية مع العديد من البلدان لا سيما في جنوب شرق آسيا.

## في الوقت الحالي
لم يتبق سوى القليل من دول العالم بدون علاقات دبلوماسية مع بكين، وتُعتبر هندوراس وبارغواي من بين هذه الدول. امتلكت بعض هذه الدول -بما في ذلك ست في المحيط الهادئ، وواحدة في أفريقيا- علاقات رسميةً مع تايبيه بدلًا من الصين. يمكن القول إن اهتمام الصين المتزايد بالتبادلات التجارية والتقنية قد يعني وجود علاقات غير رسمية عديدة في بعض الحالات، على الرغم من عدم وجود اعتراف دبلوماسي.
حاولت الصين تقديم خدمات مالية واقتصادية بديلة لدول العالم الثالث من خلال تشكيل تحالف بريكس أو دول بيزيك، جنبًا إلى جنب مع إنشاء البنك الآسيوي للاستثمار في البنية التحتية، ومبادرة حزام واحد طريق واحد.